# Thomas Byam Martin
Sir Thomas Byam Martin (25. července 1773, Ashtead House, Surrey, Anglie – 25. října 1854, Portsmouth, Anglie) byl britský admirál. U královského námořnictva sloužil od dětství, vynikl během válek proti republikánské Francii a v napoleonských válkách. Později byl dlouholetým poslancem Dolní sněmovny a zastával funkce ve správě námořnictva. V závěru kariéry dosáhl nejvyšší možné hodnosti velkoadmirála (Admiral of the Fleet). Z jeho potomstva vynikl nejstarší syn Sir William Martin (1801–1895), který byl též admirálem.

## Životopis
Pocházel z rodiny, která vlastnila bohaté plantáže v Karibiku, narodil se jako mladší syn námořního kapitána Sira Henryho Martina (1733–1794). Do Royal Navy vstoupil již v dětském věku, po roce 1785 si doplnil vzdělání na Královské námořní akademii (Royal Naval Academy) v Portsmouthu. Na moře vyplul znovu v roce 1786 a ve službě u břehů severní Ameriky se seznámil s princem Williamem (pozdější král Vilém IV.), s nímž jej pojilo celoživotní přátelství. Již v sedmnácti letech byl poručíkem (1790), po návratu do Evropy sloužil v Lamanšském průlivu a Středozemním moři. V roce 1793 byl jmenován komandérem a ještě téhož roku dosáhl hodnosti kapitána. Za válek s revoluční Francií se zúčastnil obléhání Toulonu (1793) a v roce 1798 u břehů Irska v bitvě u Tory Island proslul zajetím francouzské válečné fregaty Immortalité, která pak přešla do výzbroje Royal Navy. Martin poté sloužil u břehů Francie, kde kromě dalších vojenských střetnutí zajímal nepřátelská obchodní plavidla a lodě pirátů. V letech 1808–1809 se zúčastnil finské války a zničil ruskou loď Vsevolod, za což obdržel švédský Řád meče. V roce 1811 byl povýšen do hodnosti kontradmirála a v roce 1812 v době francouzského vpádu do Ruska řídil obranu Rigy. Ještě v roce 1812 krátce velel v Plymouthu, poté byl převelen ke břehům Španělska, kde pomáhal zásobovat Wellingtonovu armádu na Pyrenejském poloostrově.
Po skončení napoleonských válek obdržel rytířský kříž Řádu lázně (1815) a od té doby mu náležel šlechtický titul Sir. V letech 1816–1831 zastával na admiralitě funkci finančního inspektora námořnictva (Comptroller of the Navy). V tomto úřadu prosazoval redukci válečného námořnictva a zlepšení ochrany obchodních lodí a kolonií. Od roku 1818 byl také poslancem Dolní sněmovny, kde zastupoval přístav Plymouth a připojil se ke straně toryů. V roce 1819 získal hodnost viceadmirála a nakonec byl povýšen na admirála (1830), téhož roku také obdržel velkokříž Řádu lázně. Svými toryovskými názory a úspornými opatřeními v Royal Navy získal řadu nepřátel a nakonec musel v roce 1831 rezignovat na funkci finančního inspektora námořnictva, o rok později ztratil i poslanecký mandát v Dolní sněmovně (nepomohlo mu ani dávné přátelství s Vilémem IV., který byl tehdy již králem). Poté žil řadu let v soukromí, ale později obdržel čestnou hodnost kontradmirála Spojeného království (1847) a viceadmirála Spojeného království (1847–1854). V roce 1849 byl povýšen do nejvyšší možné hodnosti velkoadmirála (Admiral of the Fleet). Před krymskou válkou odjel do Portsmouthu, kde se podílel na plánech námořního tažení do Baltského moře. V Porstmouthu také zemřel, pohřben byl v Londýně.
Jeho manželkou byla Catherine, rozená Fanshawe, dcera kapitána Roberta Fanshawe. Z jejich manželství pocházelo pět dětí, synové William (1801–1895) a Henry (1803–1856) sloužili též u Royal Navy a dosáhli admirálských hodností. Nejmladší syn Robert Fanshawe Martin (1805–1846) sloužil v armádě a v hodnosti podplukovníka zemřel v Indii.